# Lobo-egípcio
O lobo-egípcio (Canis lupaster lupaster), é uma subespécie do lobo-dourado e é possivelmente uma subespécie do Lobo-cinzento. Por vezes são confundidos com os chacais-dourados (Canis aureus), presente na Eurásia.
Durante grande parte do século XX, o animal foi classificado como uma subespécie do chacal-dourado (Canis aureus). Porém, muitos zoologistas observaram que a morfologia do animal correspondia mais à do lobo-dourado (Canis anthus). Isso foi corroborado por estudos de mtDNA, que inicialmente indicavam que o animal era uma subespécie de lobo-cinzento e deveria ser renomeado como lobo-egípcio ou lobo-africano (Canis lupus lupaster) mas que depois foi realocado como uma subespécie do lobo-dourado-africano e atende pelo nome científico de Canis lupaster lupaster.